# Người Rapa Nui
Rapa Nui là dân tộc thiểu số bản địa Polynesia trên Đảo Phục Sinh ở Thái Bình Dương. Người dân Rapa Nui hiện chiếm 60% dân số của đảo Phục Sinh, còn một phần lớn dân số của họ cư trú tại Chile lục địa. Họ nói chuyện bằng cả ngôn ngữ Rapa Nui truyền thống và ngôn ngữ chính của đảo, tiếng Tây Ban Nha. Tại cuộc điều tra dân số năm 2002 có 3.304 dân cư trên đảo, gần như tất cả đều sống ở làng Hanga Roa ở bờ biển phía tây.
Tính đến năm 2011, nguồn thu nhập chính của người Rapa Nui đến từ du lịch, chủ yếu nhờ có các tác phẩm điêu khắc đá khổng lồ có tên Moai.
Những nhà hoạt động người Rapa Nui đã chiến đấu cho quyền tự chủ và sở hữu của hòn đảo. Các cuộc biểu tình gần đây của dân bản địa Rapa Nui trên đảo Phục Sinh chống lại luật của Chile đã dẫn đến bạo lực đối với người Rapa Nui bởi cảnh sát Chile.

## Lịch sử

### Trước khi tiếp xúc với người Châu Âu (giai đoạn 300–1722)
Người Rapa Nui được cho là đã định cư ở Đảo Phục Sinh trong khoảng giữa năm 300 và năm 1200. Trước đó, thời gian họ đến đảo được ước lượng vào khoảng năm 700-800, nhưng bằng chứng gần đây từ định tuổi bằng cacbon-14 cho thấy ngày những cư dân đầu tiên đặt chân lên hòn đảo này muộn hơn, vào khoảng năm 1200 SCN. Cư dân Rapa Nui được xác định có nguồn gốc Polynesia thông qua phân tích di truyền DNA của ty thể của bộ xương thời tiền sử. Phân tích di truyền được thực hiện bởi Erik Thorsby và các nhà di truyền học khác trong năm 2007 cho thấy các đặc điểm di truyền có nguồn gốc châu Âu và Châu Mỹ gợi ý rằng người Rapa Nui có thêm gen châu Âu và châu Mỹ khoảng trước hoặc đầu những năm 1800.
Các học giả tin rằng người Rapa Nui đã tiếp xúc sớm với Nam Mỹ do sự giới thiệu khoai lang và quả bầu đến đảo Phục Sinh. Quả bầu trước đây được cho là đã được mang đến Polynesia trong thời cổ đại bởi người Polynesia. Tuy nhiên, nghiên cứu gần đây hơn đã không tìm thấy bằng chứng về sự tồn tại của nó trong lịch sử ở Fiji, Samoa, hoặc Tonga. Quả bầu đã được tìm thấy ở châu Phi, châu Á và châu Mỹ trong thời cổ đại và đã được truy trở lại Peru vào đầu thiên niên kỷ thứ 6 TCN, nhưng bằng chứng sớm nhất của bầu ở Polynesia chỉ từ khoảng 350 TCN ở New Guinea. Khoai lang cũng có nguồn gốc Nam Mỹ và phải được chuyển đến đảo Phục Sinh, trở thành một phần thiết yếu của chế độ ăn uống trước khi tiếp xúc Rapa Nui. Người ta tin rằng có sự tiếp xúc giữa Rapa Nui và Nam Mỹ trong khoảng những năm 1200-1300.

### Thời kỳ đầu tiếp xúc với người Châu Âu (giai đoạn 1722–1870)
Jakob Roggeveen là người châu Âu đầu được ghi nhận có tiếp xúc với người Rapa Nui. Roggeveen được cho là đã tổ chức đi thuyền để tìm kiếm quần đảo Juan Fernandez hoặc đảo David, nhưng thay vào đó ông lại đến đảo Phục Sinh vào ngày 05 Tháng 4 năm 1722 (Chủ Nhật Phục Sinh). Ông ở lại trên đảo trong khoảng một tuần. Felipe González de Ahedo đến Rapa Nui vào năm 1770 và tuyên bố đảo thuộc Tây Ban Nha trên một tài liệu mà người dân trên đảo đã viết bằng chữ rongorongo, không đọc được bằng chữ Rapa Nui hiện nay. James Cook và Jean-François de Galaup Comte de Lapérouse lần lượt đến hòn đảo một vài ngày trong những năm 1774 và 1786.

## Văn hoá

### Ngôn ngữ
Người Rapa Nui hiện nay nói tiếng Tây Ban Nha và tiếng Rapanui truyền thống. Ngôn ngữ Rapanui, còn được gọi là Pascuan, được phân loại là một ngôn ngữ Đông Polynesia và hiện viết bằng chữ Latin. Rapanui là một ngôn ngữ dân tộc thiểu số, vì hầu hết người Rapa Nui sử dụng tiếng Tây Ban Nha làm ngôn ngữ mẹ đẻ của họ. Tiếng Tây Ban Nha là ngôn ngữ sử dụng rộng rãi nhất trên đảo Phục Sinh và là ngôn ngữ chính trong giáo dục cũng như hành chính. Người ta tin rằng tiếng Rapanui hiện đang trải qua một sự thay đổi đối với cấu trúc câu trở nên giống tiếng Tây Ban Nha hơn. Chữ Rongorongo, một hệ thống các nét khắc chữ được phát hiện vào những năm 1800, được cho là đại diện cho một phiên bản cũ của ngôn ngữ Rapanui. Tuy nhiên, việc giải mã của chữ Rongorongo là một quá trình đang diễn ra và chưa rõ ràng dù chữ Rongorongo dùng để viết hay dùng để diễn tả về văn hóa.

### Chuyện thần thoại
Những câu chuyện thần thoại chính của người Rapa Nui là về Hotu Matu'a, được cho là người định cư đầu tiên của đảo Phục Sinh, và Tangata manu. Tangata manu là thần thoại của đạo Người Chim và tôn thờ thần Makemake, tổ chức 1 cuộc thi lấy trứng để chọn làm người chim và được tôn thờ trong 5 tháng. Nhiều thần thoại Rapa Nui gần đây bao gồm những câu chuyện của trận chiến sử thi giữa Hanau epe và Hanau momoko.
Hành tinh lùn bên ngoài sao Hải Vương Makemake được đặt tên theo vị thần sáng tạo này.

### Moai

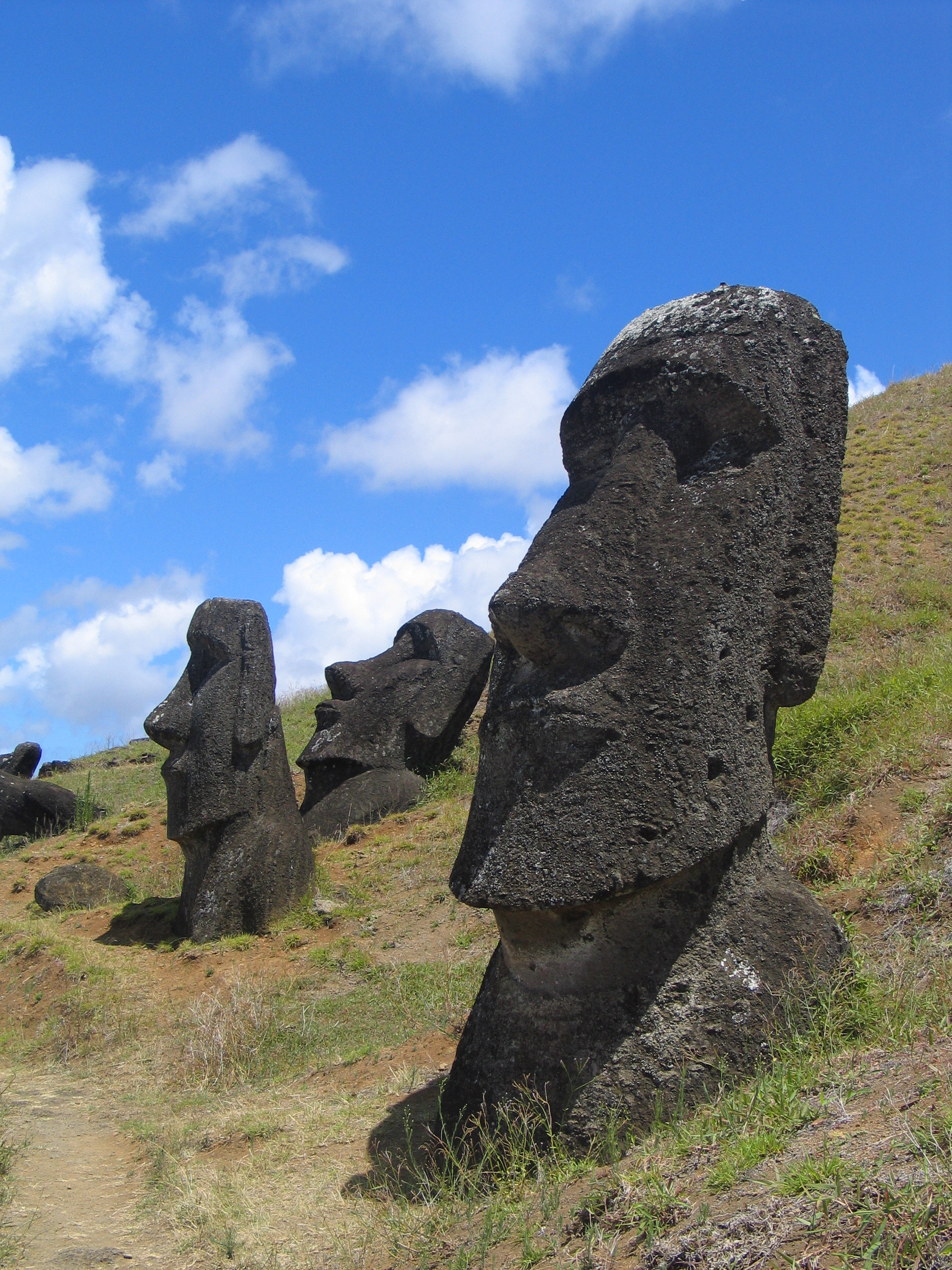
Moai

Khía cạnh nổi tiếng nhất của nền văn hóa Rapa Nui là moai, 887 người chạm khắc hình người từ đá khoảng giữa năm 1250 và 1500 SCN và vận chuyển khắp đảo Phục Sinh. Moai được cho là những gương mặt của những người tổ tiên. Moai đứng trên nền tảng đá lớn gọi là ahu, nổi tiếng nhất trong số đó là Ahu Tongariki, là ahu lớn nhất, và Ahu Vinapu, một ahu được cho là được xây bởi Inca Tupac Yupanqui. Một số moai có mũ bằng đá núi lửa màu đỏ gọi là Pukao. Hiện nay, người Rapa Nui và chính phủ Chile đang tập trung vào việc bảo tồn và khôi phục lại các bức tượng, bao gồm một khu vực có rất nhiều tượng là Vườn quốc gia Rapa Nui- một di sản thế giới.

### Nghệ thuật
Người Rapa Nui trong lịch sử đã làm mũ lông, vải vỏ cây, chạm khắc gỗ, chạm khắc đá. Bôn, đá vòng cùn, đã được sử dụng để hoàn thành các tranh đá và chạm khắc gỗ. Một đặc điểm nổi bật của bức tượng Rapa Nui là việc sử dụng vỏ sò hoặc khảm san hô làm mắt

### Âm nhạc
Âm nhạc truyền thống Rapa Nui bao gồm ca hát hợp xướng và tụng kinh kèm theo các nhạc cụ bao gồm kèn vỏ ốc xà cừ, bộ gõ, và kauaha, một nhạc cụ gõ tạo ra từ xương hàm của ngựa. nhạc Rapanui hiện đại đã có ảnh hưởng từ Mỹ Latinh tạo ra thể loại mới như tango phong cách Rapa Nui. Matato'a, một trong những nhóm nhạc nổi tiếng nhất trên đảo, đang thúc đẩy phong cách truyền thống của điệu nhảy và âm nhạc.

## Tương tác với môi trường
Một giả thuyết phổ biến được đưa ra rằng sự suy giảm rõ rệt của văn hóa và xã hội Rapa Nui trước sự khám phá của người Châu Âu năm 1722 đã được gây ra bởi sự khai thác quá mức môi trường của đảo, chủ yếu phá rừng, đã chặt hạ gần như tất cả các cây trên hòn đảo. Những người ủng hộ nổi bật nhất của cách giải thích này là Jared Diamond - người đã đưa ra một kịch bản cho "sự huỷ diệt sinh thái" trên đảo Phục Sinh trong cuốn sách Sụp đổ của ông năm 2005.
Ý tưởng xã hội Rapa Nui sụp đổ đến từ sự mất cân bằng giữa các nguồn tài nguyên có trên đảo, chủ yếu là dân số, gỗ, các nguồn thực phẩm, và việc tiêu tốn nhiều năng lượng cũng như tài nguyên để xây và vận chuyển moai. Nguồn thức ăn có thể khan hiếm hơn các khu vực khác của Polynesia vì các yếu tố như khí hậu lạnh hơn, thiếu mưa so với các đảo khác trong khu vực, gió lớn và thiếu đa dạng sinh học, dẫn đến cây trồng Polynesian không phát triển như ở các khu vực khác của Thái Bình Dương. Nguồn gỗ tốt cũng đã mất đi trên đảo, hiện nay cây cao nhất trung bình chỉ khoảng 2 m (7 ft).
Mặc dù trên đảo Phục Sinh hiện chỉ có 48 loại cây khác nhau, bằng chứng từ khảo sát thực vật trên đảo thể hiện qua phân tích phấn hoa được tiến hành trên các lớp trầm tích từ các đầm, ao, chỉ ra rằng đảo đã từng sở hữu nhiều hơn thế. Từ những mẫu vật này, 22 loài không còn hiện diện trên đảo được chứng minh là đã tồn tại một thời gian ở đó. Trong số loài cây này cây cọ khổng lồ, cây cọ Rapa Nui, cho thấy dấu hiệu là các loài cọ lớn nhất thế giới, vượt qua kích thước của cọ rượu vang Chile nếu chúng không phải đã tuyệt chủng. Ngoài ra còn có những dấu hiệu việc đảo Phục Sinh đã sở hữu một bộ sưu tập các loài động vật đa dạng hơn. Các bộ xương còn lại của 25 loài chim làm tổ khác nhau đã được tìm thấy trên đảo, nhưng kể từ đó nó giảm xuống còn 16. Xu hướng tuyệt chủng là việc thường xảy ra khi con người cư đến một khu vực mới, vì khuynh hướng săn bắt quá nhiều và khai khác quá nhiều các nguồn tài nguyên.
Nạn phá rừng làm giảm năng suất cây trồng do xói mòn đất, mất gỗ như một nguồn vật liệu đóng tàu thuyền đánh cá, và ngưng việc xây dựng các moai xung quanh đảo. Có giả thuyết cho rằng kim cương hiếm có thể đã dẫn đến cuộc nội chiến tàn bạo, tạo ra sự sụt giảm dân số. Ông (Jared Diamond) cũng đưa ra giả thuyết rằng có khoảng 7.000 người trước chiến tranh, sau đó giảm xuống còn 2.000 người, những người mà các nhà truyền giáo đã gặp khi họ đến trong thế kỷ 19 và tiến hành cuộc điều tra dân số đầu tiên trên hòn đảo.
Những yếu tố khác dẫn đến sự suy giảm dân số còn là chuyện quá đông dân châu Âu đến đảo và họ đến mang theo những dịch bệnh của họ, như bệnh đậu mùa.

### Nông nghiệp
Nông nghiệp trên đảo Phục Sinh có dấu hiệu tăng cường trước khi người châu Âu đến đảo, vì khí hậu của đảo thừa gió và ít mưa. Phát hiện khảo cổ cho thấy vô số các hố ủ và hệ thống thủy lợi. Những tảng đá lớn cũng được xếp chồng lên nhau để làm rào cản chống lại gió. Trong những cánh đồng một hệ thống nông nghiệp được gọi là mùn lithic đã được sử dụng. Theo phương pháp này, người nông dân sẽ xếp đá ra thành các hình dạng trên đồng của họ, buộc cây trồng phát triển trong khu vực nhất định. Phương pháp này được biết đến như giải pháp nhằm tăng độ ẩm của đất đồng thời giảm xói mòn đất do gió, có hiệu quả chống lại các điều kiện bất lợi của khí hậu.
Cây trồng trên đảo Phục Sinh bao gồm khoai lang, khoai mỡ, khoai môn, chuối và mía. Gà là vật nuôi duy nhất; mặc dù các chuồng gà bằng đá vẫn còn rải rác trên các cánh đồng trên hòn đảo, hầu hết là những ngôi mộ mà từ đó gà có được calci và phosphor qua ăn xương.

## Danh sách tham khảo
1. ↑  "Rapanui: International Community Steps In To Stop Violence Against The Rapa Nui Nation". Indigenous Peoples Issues and Resources. ngày 8 tháng 2 năm 2011. Bản gốc lưu trữ ngày 29 tháng 10 năm 2013.
2. ↑  Reiny, Samson Kaala (ngày 23 tháng 12 năm 2010). "L.A. rally to draw attention to violent Rapa Nui evictions". The Hawaii Independent. Bản gốc lưu trữ ngày 26 tháng 12 năm 2010.
3. ↑  Lie B. A.; Dupuy, B. M.; Spurkland, A.; Fernández-Viña, M. A.; Hagelberg, E.; Thorsby, E. (tháng 1 năm 2007). "Molecular genetic studies of natives on Easter Island: evidence of an early European and Amerindian contribution to the Polynesian gene pool". Tissue Antigens. Quyển 69 số 1. tr. 10–18. doi:10.1111/j.1399-0039.2006.00717.x. PMID 17212703.
4. ↑  Green, R. C. (tháng 6 năm 2000). "A Range of disciplines support a dual origin for the bottle gourd in the Pacific". The Journal of the Polynesian Society. Quyển 109 số 2. Polynesian Society. tr. 191–197. JSTOR 20706916. Bản gốc lưu trữ ngày 18 tháng 10 năm 2021. Truy cập ngày 4 tháng 2 năm 2017.
5. ↑  Douglas, Peter. "The South Sea Voyage of Jacob Reggeveen, 1721-1723" (PDF). New Netherland Institute. Bản gốc (PDF) lưu trữ ngày 10 tháng 10 năm 2015. Truy cập ngày 2 tháng 11 năm 2016.
6. ↑  Diamond, Jared M. (2005). Collapse: How Societies Choose to Fail or Succeed. New York: Viking. tr. 94–113. ISBN 0-14-303655-6.
7. ↑  Peiser, B. (tháng 7 năm 2005). "Genocide to Ecocide: The Rape of Rapa Nui". Energy & Environment. Quyển 16 số 3/4. tr. 513–539. doi:10.1260/0958305054672385.
8. ↑  Ferdon, Edwin N., Jr. (tháng 9 năm 2000). "Stone Chicken Coops on Easter Island" (PDF). Rapa Nui Journal. Quyển 14 số 3. tr. 77–79. Bản gốc (PDF) lưu trữ ngày 4 tháng 3 năm 2016. Truy cập ngày 4 tháng 2 năm 2017.{{Chú thích tạp chí}}:  Quản lý CS1: nhiều tên: danh sách tác giả (liên kết)

- "Easter Island". Encyclopædia Britannica. 2007. Encyclopædia Britannica Online. 21 tháng 5 năm 2007.